# پوتاواکی
پوتاواکی (به لاتین: Putauaki) یک آتشفشان در نیوزیلند است که در Whakatāne District واقع شده‌است. پوتاواکی ۸۲۰ متر بالاتر از سطح دریا واقع شده‌است.